# Indice sistematico degli Hydrozoa

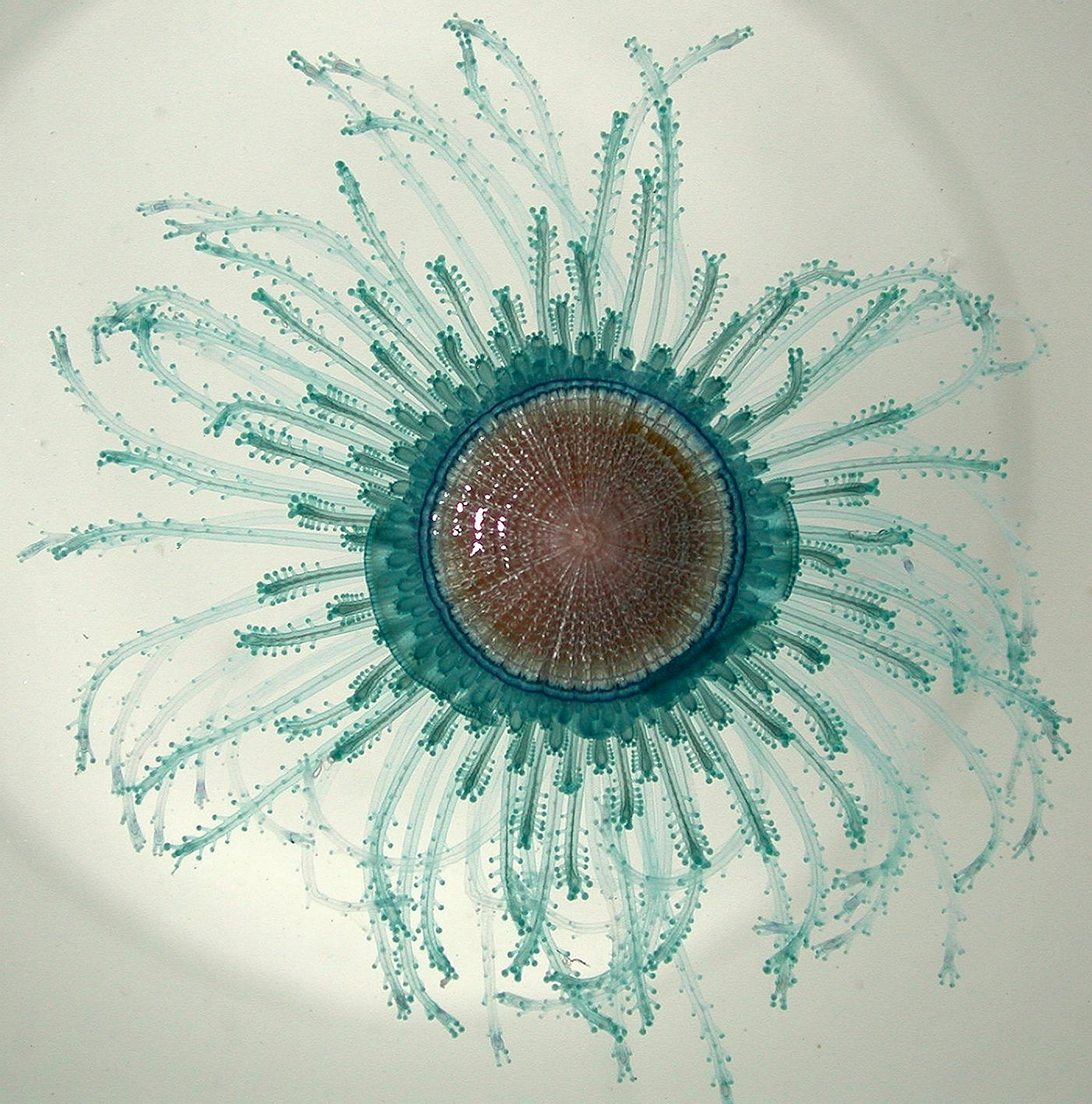
Porpita porpita

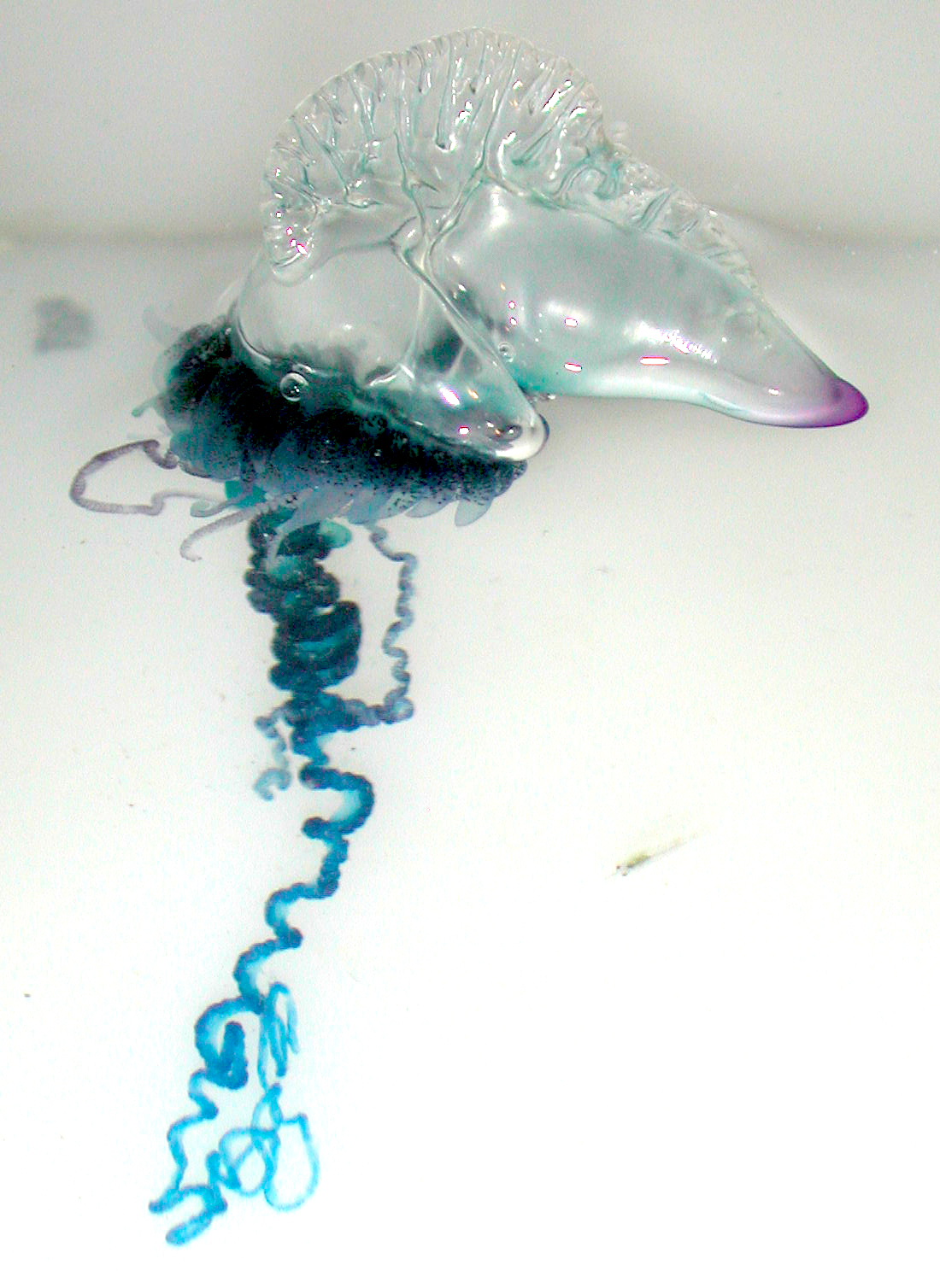
Physalia physalis

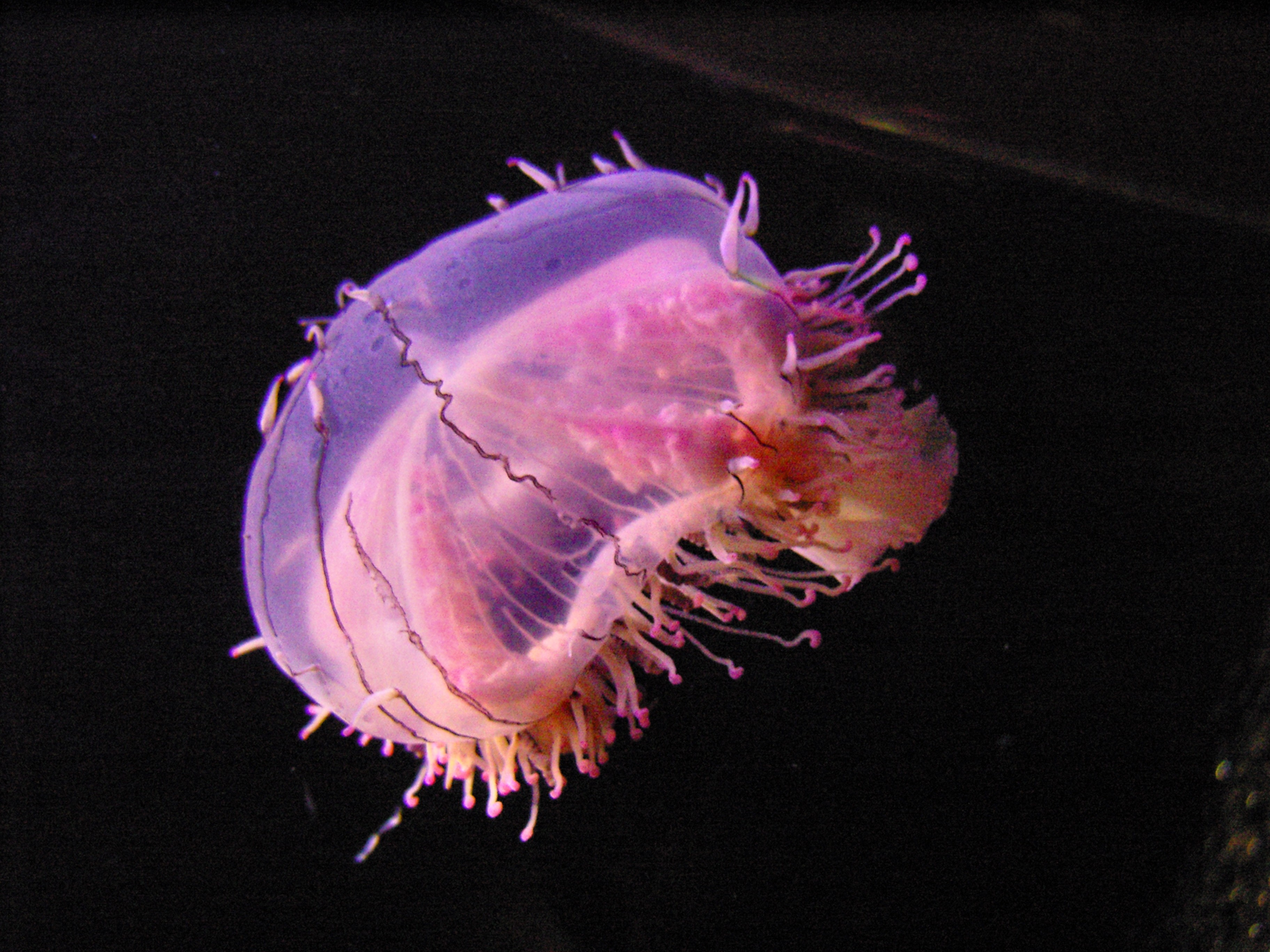
Olindias formosa

La classificazione tassonomica degli Hydrozoa è ancora in evoluzione e molto variabile in funzione dei vari autori.

## Ordinamento in nove ordini
Secondo il Catalogue of Life, comprende nove ordini principali:
- Ordine Actinulida
  - Famiglia Halammohydridae
  - Famiglia Otohydridae
- Ordine Anthoathecata
  - Famiglia Acaulidae
  - Famiglia Australomedusidae
  - Famiglia Boeromedusidae
  - Famiglia Boreohydridae
  - Famiglia Bougainvilliidae
  - Famiglia Calycopsidae
  - Famiglia Candelabridae
  - Famiglia Capitata
  - Famiglia Cladocorynidae
  - Famiglia Cladonematidae
  - Famiglia Cladosarsiidae
  - Famiglia Clathrozoellidae
  - Famiglia Corymorphidae
  - Famiglia Corynidae
  - Famiglia Cytaeididae
  - Famiglia Eleutheriidae
  - Famiglia Eudendriidae
  - Famiglia Euphysidae
  - Famiglia Halocorynidae
  - Famiglia Hydractiniidae
  - Famiglia Hydrichthyidae
  - Famiglia Hydridae
  - Famiglia Hydrocorynidae
  - Famiglia Margelopsidae
  - Famiglia Milleporidae
  - Famiglia Moerisiidae
  - Famiglia Niobiidae
  - Famiglia Oceanidae
  - Famiglia Pachycordylidae
  - Famiglia Pandeidae
  - Famiglia Paracorynidae
  - Famiglia Pennariidae
  - Famiglia Polyorchidae
  - Famiglia Porpitidae
  - Famiglia Proboscidactylidae
  - Famiglia Protiaridae
  - Famiglia Protohydridae
  - Famiglia Ptilocodiidae
  - Famiglia Rathkeidae
  - Famiglia Rhysiidae
  - Famiglia Rosalindidae
  - Famiglia Russelliidae
  - Famiglia Solanderiidae
  - Famiglia Sphaerocorynidae
  - Famiglia Stylasteridae
  - Famiglia Teissieridae
  - Famiglia Trichydridae
  - Famiglia Tricyclusidae
  - Famiglia Tubidendridae
  - Famiglia Tubulariidae
  - Famiglia Zancleidae
  - Famiglia Zancleopsidae
  - incertea sedis genere Pteronema
- Ordine Hydroida
  - Famiglia Calycellidae
  - Famiglia Clavidae
  - Famiglia Eutimidae
  - Famiglia Halocordylidae
  - Famiglia Limnocnididae
  - Famiglia Monobrachiidae
  - Famiglia Myriothelidae
  - Famiglia Olindiidae
  - Famiglia Timoididae
- Ordine Laingiomedusae
  - Famiglia Laingiidae
- Ordine Leptothecata
  - Famiglia Aequoreidae
  - Famiglia Aglaopheniidae
  - Famiglia Barcinididae
  - Famiglia Blackfordiidae
  - Famiglia Bonneviellidae
  - Famiglia Campanulariidae
  - Famiglia Campanulinidae
  - Famiglia Cirrholoveniidae
  - Famiglia Clathrozoidae
  - Famiglia Dipleurosomatidae
  - Famiglia Eirenidae
  - Famiglia Eucheilotidae
  - Famiglia Haleciidae
  - Famiglia Halopterididae
  - Famiglia Hebellidae
  - Famiglia Kirchenpaueriidae
  - Famiglia Lafoeidae
  - Famiglia Laodiceidae
  - Famiglia Lovenellidae
  - Famiglia Malagazziidae
  - Famiglia Melicertidae
  - Famiglia Mitrocomidae
  - Famiglia Orchistomidae
  - Famiglia Phialellidae
  - Famiglia Phialuciidae
  - Famiglia Plumulariidae
  - Famiglia Sertulariidae
  - Famiglia Sugiuridae
  - Famiglia Syntheciidae
  - Famiglia Teclaiidae
  - Famiglia Thecata (incerta sedis)
  - Famiglia Thyroscyphidae
  - Famiglia Tiarannidae
- Ordine Limnomedusae
  - Famiglia Armorhydridae
  - Famiglia Microhydrulidae
  - Famiglia Olindiasidae
- Ordine Narcomedusae
  - Famiglia Aeginidae
  - Famiglia Cuninidae
  - Famiglia Polypodiidae
  - Famiglia Solmarisidae
- Ordine Siphonophora
  - Famiglia Abylidae
  - Famiglia Agalmatidae
  - Famiglia Agalmidae
  - Famiglia Apolemidae
  - Famiglia Apolemiidae
  - Famiglia Athorybiidae
  - Famiglia Clausophyidae
  - Famiglia Codonidae
  - Famiglia Diphyidae
  - Famiglia Erennidae
  - Famiglia Forskaliidae
  - Famiglia Hippopodiidae
  - Famiglia Physaliidae
  - Famiglia Physophoridae
  - Famiglia Prayidae
  - Famiglia Pyrostephidae
  - Famiglia Rhizophysidae
  - Famiglia Rhodaliidae
  - Famiglia Sphaeronectidae
- Ordine Trachymedusae
  - Famiglia Geryoniidae
  - Famiglia Halicreatidae
  - Famiglia Petasidae
  - Famiglia Ptychogastriidae
  - Famiglia Rhopalonematidae

## Ordinamento in quattro ordini
È un ordinamento più tradizionale, basato su quattro ordini:
- Ordine Chondrophora
  - Famiglia Velellidae (Brandt, 1835)
  - Famiglia Porpitidae (Brandt, 1835)
- Ordine Hydroida
  - Sottordine Hydrina
  - Sottordine Halammohydrina
  - Sottordine Limnohydrina
  - Sottordine Thecata
  - Sottordine Athecata
  - Sottordine Velellina
- Ordine Trachylida
- Ordine Siphonophora
  - Sottordine Calycophorae
    - Famiglia Abylidae
    - Famiglia Clausophyidae
    - Famiglia Diphyidae
    - Famiglia Hippopodiidae
    - Famiglia Prayidae
    - Famiglia Sphaeronectidae

  - Sottordine Physophorae
    - Famiglia Agalmidae
    - Famiglia Anthophysidae
    - Famiglia Apolemidae
    - Famiglia Athorybiidae
    - Famiglia Forskaliidae
    - Famiglia Physophoridae
    - Famiglia Rhodaliidae

  - Sottordine Rhizophysaliae
    - Famiglia Codonidae
    - Famiglia Physaliidae
    - Famiglia Rhizophysidae

## Ordinamento in due sottoclassi
Ordinamento secondo lo Integrated Taxonomic Information System e Word Register of Marine Species :
- Sottoclasse Hydroidolina syn. Hydroida (Johnston, 1836)
  - Ordine Anthoathecatae syn. Anthomedusae (Haeckel, 1879), Athecatae, Stylasterina (Hickson & England, 1905)
    - Famiglia Monobrachiidae
    - Famiglia Paragotoeidae
    - Famiglia Rhysiidae
    - Famiglia Stylasteridae (Gray, 1847)
    - Sottordine Capitata (Kühn, 1913) syn. Zancleoidea (Russell, 1953)
      - Famiglia Acaulidae
      - Famiglia Candelabridae (Stechow, 1921)
      - Famiglia Cladocorynidae (Allman, 1872)
      - Famiglia Cladonematidae (Gegenbaur, 1857)
      - Famiglia Corymorphidae (Allman, 1872)
      - Famiglia Corynidae (Johnston, 1836)
      - Famiglia Eleutheriidae (Russell, 1953)
      - Famiglia Halimedusidae (Arai & Brinckmann-Voss, 1980)
      - Famiglia Hydridae
      - Famiglia Hydrocorynidae (Rees, 1957)
      - Famiglia Margelopsidae (Uchida, 1927)
      - Famiglia Milleporidae (Fleming, 1828)
      - Famiglia Moerisiidae (Poche, 1914)
      - Famiglia Pennariidae (McCrady, 1859)
      - Famiglia Polyorchidae (Agassiz, 1862)
      - Famiglia Porpitidae (Goldfuss, 1818)
      - Famiglia Protohydridae
      - Famiglia Solanderiidae (Marshall, 1892)
      - Famiglia Sphaerocorynidae (Prévot, 1959)
      - Famiglia Tubulariidae (Fleming, 1828)
      - Famiglia Zancleidae (Russell, 1953)
      - Famiglia Zancleopsidae (Bouillon, 1978)

    - Sottordine Filifera (Kühn, 1913) syn. Hydractinioidea (Aggassiz, 1862)
      - Famiglia Balellidae (Stechow, 1922)
      - Famiglia Bougainvilliidae (Lütken, 1850)
      - Famiglia Bythotiaridae (Maas, 1905)
      - Famiglia Cytaeididae (L. Agassiz, 1862)
      - Famiglia Eudendriidae
      - Famiglia Hydractiniidae (L. Agassiz, 1862)
      - Famiglia Oceanidae (Eschscholtz, 1829)
      - Famiglia Pandeidae (Haeckel, 1879)
      - Famiglia Proboscidactylidae (Hand & Hendrickson, 1950)
      - Famiglia Rathkeidae (Russell, 1953)
      - Famiglia Russelliidae (Kramp, 1957)
      - Famiglia Trichydridae (Hincks, 1868)

    - incertae sedis
      - Genere Euphysilla (Kramp, 1955)
      - Genere Microcampana (Fewkes, 1889)
      - Genere Paulinum (Brinckmann-Voss and Arai, 1998)
      - Genere Plotocnide (Wagner, 1885)
      - Genere Propachycordyle (Thiel, 1931)
      - Genere Tubiclava (Allman, 1863)

  - Ordine Leptothecatae syn. Leptomedusae (Haeckel, 1866)
    - Famiglia Aequoreidae
    - Famiglia Aglaopheniidae
    - Famiglia Blackfordiidae
    - Famiglia Bonneviellidae
    - Famiglia Calycellidae
    - Famiglia Campanulariidae
    - Famiglia Campanulinidae (Hinks, 1868)
    - Famiglia Cirrholoveniidae
    - Famiglia Dipleurosomatidae
    - Famiglia Eirenidae (Haeckel, 1879)
    - Famiglia Eucheilotidae
    - Famiglia Haleciidae
    - Famiglia Halopterididae
    - Famiglia Kirchenpaueriidae
    - Famiglia Lafoeidae
    - Famiglia Laodiceidae
    - Famiglia Lovenellidae
    - Famiglia Malagazziidae (Bouillon, 1984)
    - Famiglia Melicertidae
    - Famiglia Mitrocomidae
    - Famiglia Octocannoidae (Bouillon, Boero & Seghers, 1991)
    - Famiglia Orchistomatidae (Bouillon, 1984)
    - Famiglia Phialellidae
    - Famiglia Phialuciidae (Kramp, 1955)
    - Famiglia Plumulariidae
    - Famiglia Sertulariidae (Lamouroux, 1812)
    - Famiglia Syntheciidae
    - Famiglia Thyroscyphidae
    - Famiglia Tiarannidae
    - Famiglia Tiaropsidae
    - incertae sedis
      - Genere Cuspidella (Hincks, 1866)
      - Genere Egmundella (Stechow, 1921)
      - Genere Keratosum (Hargitt, 1909)

  - Ordine Siphonophorae syn. Siphonophora (Eschscholtz, 1829)
    - Sottordine Calycophorae
      - Famiglia Abylidae (Agassiz, 1862)
      - Famiglia Clausophyidae
      - Famiglia Diphyidae
      - Famiglia Hippopodiidae
      - Famiglia Prayidae
      - Famiglia Sphaeronectidae

    - Sottordine Cystonectae syn. Rhizophysaliae (Chun, 1882)
      - Famiglia Physaliidae (Brandt, 1835)
      - Famiglia Rhizophysidae (Brandt, 1835)

    - Sottordine Physonectae syn. Physophorae
      - Famiglia Agalmatidae (Brandt, 1835)
      - Famiglia Apolemiidae
      - Famiglia Athorybiidae (Huxley, 1859)
      - Famiglia Forskaliidae
      - Famiglia Physophoridae
      - Famiglia Pyrostephidae
      - Famiglia Rhodaliidae
      - incertae sedis Genere Stephanomia (Péron & Lesueur, 1807)
- Sottoclasse Trachylina
  - Sottordine Pteromedusae
  - Ordine Actinulida (Swedmark & Teissier, 1958)
    - Famiglia Halammohydridae (Remane, 1927)
    - Famiglia Otohydridae (Swedmark & Teissier, 1958)

  - Ordine Narcomedusae (Haeckel, 1879)
    - Sottordine Narcomedusida
      - Famiglia Aeginidae
      - Famiglia Cuninidae
      - Famiglia Solmarisidae

  - Ordine Trachymedusae (Haeckel, 1866)
    - Famiglia Geryoniidae (Eschscholtz, 1829)
    - Famiglia Halicreatidae (Fewkes, 1886)
    - Famiglia Petasidae (Haeckel, 1879)
    - Famiglia Ptychogastriidae (Mayer, 1910)
    - Famiglia Rhopalonematidae (Russell, 1953)
- incertae sedis
  - Ordine Limnomedusae (Kramp, 1938)
    - Famiglia Armorhydridae (Swedmark & Teissier, 1958)
    - Famiglia Hydrolariidae
    - Famiglia Microhydridae
    - Famiglia Olindiidae (Haeckel, 1879)

## Ordinamento in sei ordini
Ordinamento secondo l'Animal Diversity Web:
- Ordine Actinulida
  - Famiglia Halammohydridae
  - Famiglia Otohydridae
- Ordine Capitata
  - Superfamglia Zancleoidea
    - Famiglia Milleporidae
- Ordine Chondrophora
  - Famiglia Porpitidae
- Ordine Filifera
  - Superfamiglia Hydractinioidea
    - Famiglia Hydractiniidae
    - Famiglia Stylasteridae
- Ordine Hydroida
  - Sottordine Anthomedusae
    - Famiglia Acaulidae
    - Famiglia Bougainvilliidae
    - Famiglia Calycopsidae
    - Famiglia Candelabridae
    - Famiglia Cladocorynidae
    - Famiglia Cladonematidae
    - Famiglia Clavidae
    - Famiglia Corymorphidae
    - Famiglia Corynidae
    - Famiglia Cytaeididae
    - Famiglia Eleutheriidae
    - Famiglia Eudendriidae
    - Famiglia Halocordylidae
    - Famiglia Hydrocorynidae
    - Famiglia Margelopsidae
    - Famiglia Myriothelidae
    - Famiglia Pandeidae
    - Famiglia  Pennariidae
    - Famiglia Polyorchidae
    - Famiglia Rathkeidae
    - Famiglia Russelliidae
    - Famiglia Solanderiidae
    - Famiglia Tiarannidae
    - Famiglia Tubulariidae
    - Famiglia Zancleidae

  - Sottordine Hydrida
    - Famiglia Armorhydridae
    - Famiglia Hydridae
    - Famiglia Protohydridae

  - Sottordine Leptomedusae
    - Famiglia Aequoreidae
    - Famiglia Bonneviellidae
    - Famiglia Calycellidae
    - Famiglia Campanulariidae
    - Famiglia Campanulinidae
    - Famiglia Dipleurosomatidae
    - Famiglia Eirenidae
    - Famiglia Eutimidae
    - Famiglia Haleciidae
    - Famiglia Hebellidae
    - Famiglia Kirchenpaueriidae
    - Famiglia Lafoeidae
    - Famiglia Laodiceidae
    - Famiglia Lovenellidae
    - Famiglia Malagazziidae
    - Famiglia Melicertidae
    - Famiglia Mitrocomidae
    - Famiglia Phialellidae
    - Famiglia Phialuciidae
    - Famiglia Plumulariidae
    - Famiglia Sertulariidae
    - Famiglia Syntheciidae
    - Famiglia Timoididae
    - Famiglia Zygophylaxidae

  - Sottordine Limnomedusae
    - Famiglia Hydrolariidae
    - Famiglia Limnocnididae
    - Famiglia Microhydridae
    - Famiglia Moerisiidae
    - Famiglia Monobrachiidae
    - Famiglia Olindiidae
    - Famiglia Proboscidactylidae
- Ordine Siphonophora
  - Sottordine Calycophorae
    - Famiglia Abylidae
    - Famiglia Diphyidae
    - Famiglia Hippopodiidae
    - Famiglia Prayidae
    - Famiglia Sphaeronectidae

  - Sottordine Physophorae
    - Famiglia Agalmidae
    - Famiglia Anthophysidae
    - Famiglia Apolemidae
    - Famiglia Athorybiidae
    - Famiglia Forskaliidae
    - Famiglia Physophoridae
    - Famiglia Rhodaliidae

  - Sottordine Rhizophysaliae
    - Famiglia Codonidae
    - Famiglia Physaliidae
    - Famiglia Rhizophysidae